# Meet again
《Meet again》為林原惠的第33張單曲。於2006年7月26日發行。
由King Records發行、銷售（KICM-1164）。

## 概要
- 為慶祝電視動畫《秀逗魔導士》系列播放10周年，及《秀逗魔導士NEXT》出版DVD-BOX而發行的雙A面單曲。以林原的作品來說，與前作實際上相隔了2年10個月。。
- B面曲收錄了電視動畫版《秀逗魔導士》主題曲的改編版，只有「don't be discouraged」收錄了原始音源。
- 因為林原本身很喜歡肉，曾自己在廣播節目中故意把歌名說成「Meat again」。

## 收錄曲
1. Meet again [4:44]
  - 作詞：MEGUMI 作曲・編曲：高橋剛
  - 電視動畫《秀逗魔導士》10周年紀念印象曲。
2. Get along 〜SelfTag Version〜 [4:07]
  - 作詞：有森聰美 作曲：佐藤英敏 編曲：大平勉
  - 電視動畫《秀逗魔導士》片頭曲的改編曲。
  - 原始音源為和奧井雅美合唱的版本。為收錄本作，林原重新演唱奧井的部份。
3. Give a reason 〜Ballade Version〜 [4:33]
  - 作詞：有森聰美 作曲：佐藤英敏 編曲：五島翔
  - 電視動畫《秀逗魔導士NEXT》片頭曲的改編曲。
4. don't be discouraged [4:09]
  - 作詞：MEGUMI 作曲：佐藤英敏 編曲：添田啓二
  - 電視動畫《秀逗魔導士TRY》主題曲。
5. Meet again（Off Vocal Version）

## 收錄專輯
- Meet again
《Plain》、《秀逗魔導士 MEGUMIX》
- Get along 〜SelfTag Version〜
《秀逗魔導士 MEGUMIX》
※ 原創音樂專輯為收錄（請參照Get along）
- Give a reason 〜Ballade Version〜
《Plain》、《秀逗魔導士 MEGUMIX》
- don't be discouraged
《feel well》、《秀逗魔導士 MEGUMIX》